# Kazakstans demografi
Kazakstan hade enligt en uppskattning från 2020 en folkmängd på 18,9 miljoner. Kazakstan är ett av världens mest glesbefolkade länder med en befolkningstäthet på cirka 5,7 invånare per kvadratkilometer. 53% av befolkningen bor i städer medan 47% bor i rurala områden. Den summerade fruktsamheten har under 2000-talet ökat, sedan 1999 har den ökat från 1,79 barn per kvinna till 3,13 år 2020.

## Etniska grupper

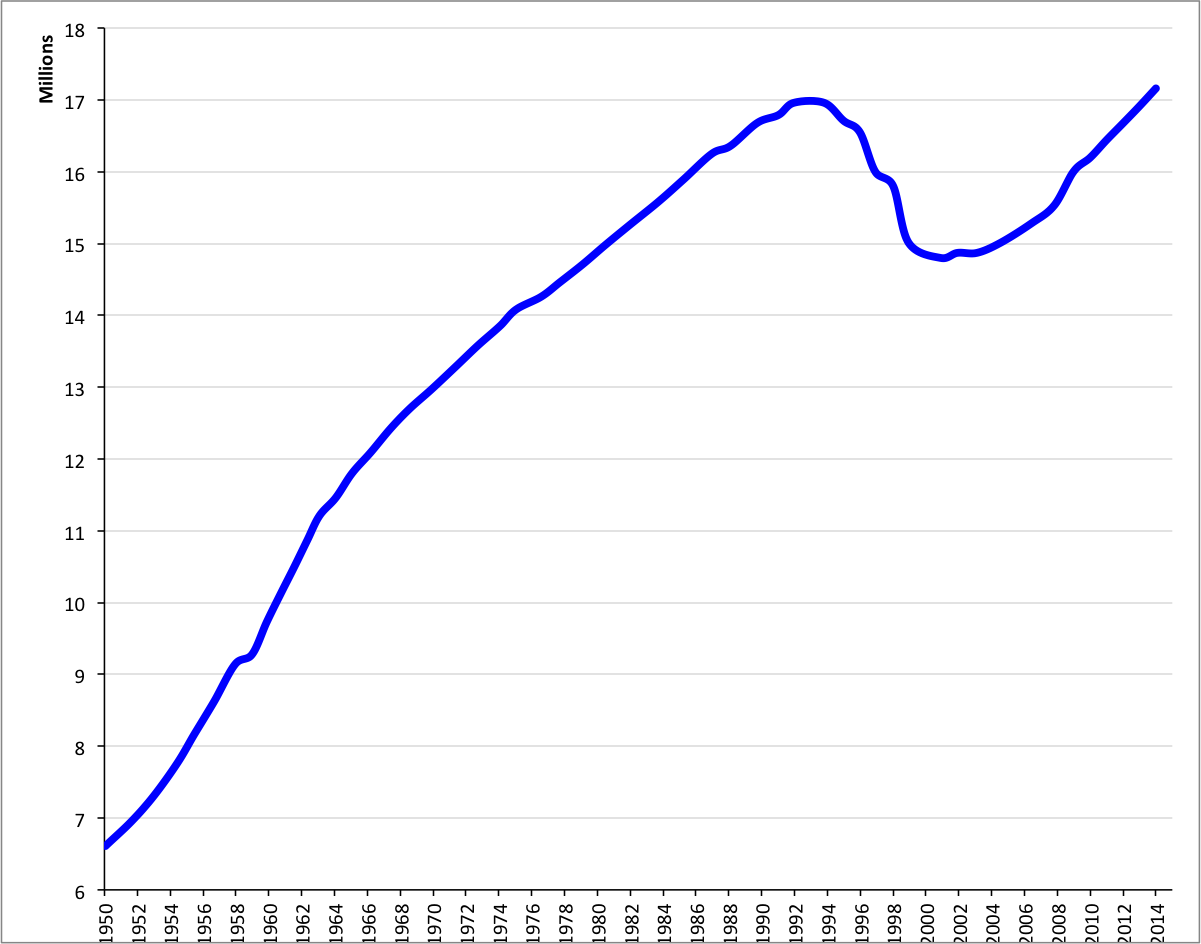
Kazakstans befolkning från 1950-2009.

Det finns över 120 etniska grupper i Kazakstan. Majoritetsbefolkningen är kazaker, ett turkfolk, som enligt folkräkningen 1999 utgör 53,4 % av landets befolkning.
Andelen kazaker i landets provinser:
- Qyzylorda - 95%
- Atyraw - 79,8%
- Sydkazakstan - 72 %
- Västkazakstan - 69,8 %
- Zjambyl - 65 %
- Almaty - 63 %
- Aqtöbe - 55,6 %
- Mangghystau - 50,5 %
- Qaraghandy - 32,6 %
- Qostanaj - 32 %
- Östkazakstan - 27,2 %
- Aqmola - 25,5 %
- Nordkazakstan - 23,3 %

En betydande minoritet är ryssar; dessa utgör 30% av landets befolkning. Kazakstans ryssar är koncentrerade i landets norra och östra delar samt i stora städer som i Alma-Ata och Karaganda.
Mindre minoriteter inkluderar ukrainare (3,7%), tyskar (2,4%), uzbeker (2,5%), uigurer (1,4%), med flera (6,6%).